# بدوی‌گرایی آنارشیستی
بدوی‌گرایی آنارشیستی یا آنارکو-پریمتیویسم (به انگلیسی: Anarcho-primitivism) یک نقد آنارشیستی از تمدن است که از بازگشت به شیوه‌های زندگی غیرمتمدن از طریق صنعتی‌زدایی، لغو تقسیم کار یا تخصص‌گرایی، کنار گذاشتن سازمان‌های بزرگ و تمام فناوری‌ها به جز فناوری‌های ماقبل تاریخ و انحلال کشاورزی حمایت می‌کند. بدوی‌گرایان آنارشیست، خاستگاه‌ها و پیشرفت ادعایی انقلاب صنعتی و جامعه صنعتی را مورد انتقاد قرار می‌دهند. اکثر بدوی‌گرایان آنارشیست طرفدار شیوه زندگی قبیله‌ای هستند و برخی حتی سبک زندگی ساده‌تری را مفید می‌دانند. به گفته‌ی بدوی‌گرایان آنارشیست، تغییر از شکارچی-گردآورنده به کشاورزی معیشتی در طول انقلاب نوسنگی باعث ایجاد اجبار، ازخودبیگانگی اجتماعی و قشربندی اجتماعی شد.
آنارشیسم بدوی استدلال می‌کند که تمدن ریشه مشکلات اجتماعی و زیست‌محیطی است. بدوی‌گرایان همچنین اهلی‌سازی، فناوری و زبان را باعث بیگانگی اجتماعی از «واقعیت اصیل» می‌دانند. در نتیجه پیشنهاد لغو تمدن و بازگشت به سبک زندگی شکارچی-گردآورنده را می‌دهند.

## ریشه‌ها
ریشه‌های بدوی‌گرایی در فلسفه روشنگری و نظریه انتقادی مکتب فرانکفورت نهفته است. ژان ژاک روسو، فیلسوف اوایل دوران مدرن، کشاورزی و همکاری را عامل توسعه نابرابری اجتماعی و تخریب زیستگاه‌ها می‌دانست. روسو در کتاب گفتار در باب نابرابری، وضعیت طبیعی را به‌عنوان یک «آرمان‌شهر بدوی» به تصویر کشید؛ با این حال، او از حمایت از بازگشت به آن خودداری کرد. او خواستار بازآفرینی نهادهای سیاسی از نو، هماهنگ با طبیعت و بدون تصنع تمدن مدرن شد. بعدها ماکس هورکهایمر نظریه‌پرداز انتقادی استدلال کرد که تخریب محیط زیست مستقیماً از ستم اجتماعی ناشی می‌شود، ستمی که تمام ارزش را به کار واگذار کرده و در نتیجه باعث بیگانگی گسترده شده است.

## توسعه

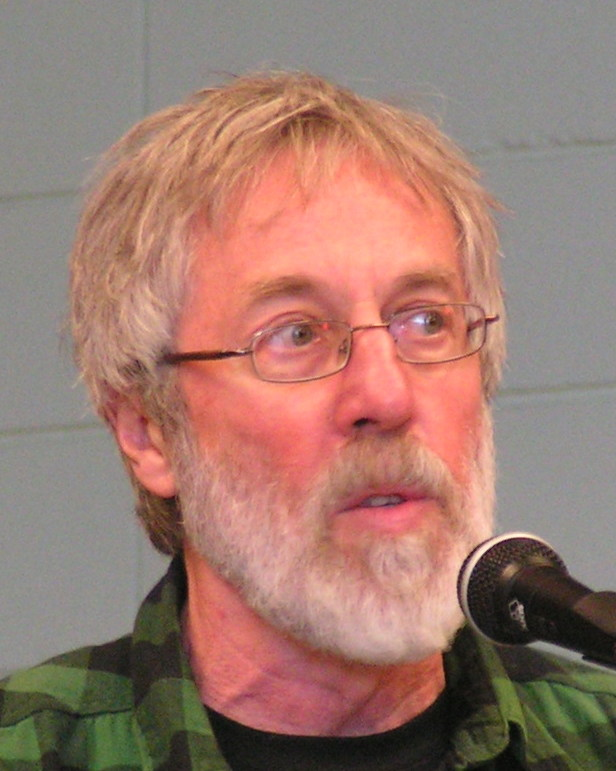
جان زرزن، مدافع اصلی نظری بدوی‌گرایی آنارشیستی

مکتب مدرن بدوی‌گرایی آنارشیستی در درجه اول توسط جان زرزن توسعه یافت، که آثارش در زمانی منتشر شد که نظریه‌های آنارشیسم سبز در مورد بوم‌شناسی اجتماعی و عمیق، توجه‌ها را به خود جلب کرده بودند. بدوی‌گرایی همانطور که در اثر زرزان آمده است، ابتدا با کاهش شور و شوق در بوم‌شناسی ژرف محبوبیت یافت.
زرزن ادعا کرد که جوامع پیش از تمدن ذاتاً برتر از دوران مدرن بودند و حرکت به سمت کشاورزی و استفاده فزاینده از فناوری منجر به بیگانگی و ستم بر بشر شده است. زرزن استدلال کرد که در دوران تمدن، انسان‌ها و سایر گونه‌ها دستخوش اهلی‌سازی شده‌اند، که آن‌ها را از عاملیتشان محروم کرده و تحت کنترل سرمایه‌داری قرار داده است. او همچنین ادعا کرد که زبان، ریاضیات و هنر باعث بیگانگی شده‌اند، زیرا «واقعیت اصیل» را با بازنمایی انتزاعی از واقعیت جایگزین کرده‌اند. برای مقابله با چنین مسائلی، زرزن پیشنهاد داد که بشریت به حالت طبیعی بازگردد، که به باور او با لغو مالکیت خصوصی، خشونت سازمان‌یافته و تقسیم کار، برابری اجتماعی و استقلال فردی را افزایش می‌دهد.
متفکر بدوی‌گرا پل شپرد نیز اهلی‌سازی را مورد انتقاد قرار داد، که به باور او زندگی غیرانسانی را بی‌ارزش کرده و زندگی انسان‌ها را به کار و دارایی آن‌ها تقلیل داده است. دیگر نویسندگان بدوی‌گرا در مورد ریشه‌های بیگانگی به نتایج متفاوتی نسبت به زرزن رسیده‌اند، به‌طوری که جان فیلیس فناوری را مقصر می‌داند و ریچارد هاینبرگ ادعا می‌کند که این امر نتیجه روانشناسی اعتیاد است.